# Steknica
Steknica (kaszb. Stéknëcô) – osada w Polsce położona w województwie pomorskim, w powiecie lęborskim, w gminie Wicko przy drodze wojewódzkiej nr  i trasie linii kolejowej Lębork-Łeba. Wieś jest częścią składową sołectwa Łebieniec.
Do 1954 w granicach miasta Łeby. W latach 1975–1998 miejscowość administracyjnie należała do województwa słupskiego.